# トミー・インゲブリクトセン
トミー・インゲブリクトセン（Tommy Ingebrigtsen、1977年8月8日 - ）は、ノルウェー、トロンハイム出身の元スキージャンプ選手。1990年代半ばから2000年代後半にかけて国際大会で活躍した。

## プロフィール
1993年12月、16歳のときにイタリアのプレダッツォでスキージャンプ・ワールドカップにデビュー、2戦目のクーシュベル（フランス）では8位になり注目された。
翌1994/95シーズンにブレイクする。ノルディックスキージュニア世界選手権で金メダルを獲得すると、続く世界選手権（カナダ、オンタリオ州サンダーベイ）はノーマルヒル16位、そしてラージヒルでは並み居る強豪を抑えて金メダルを獲得した。
しかし翌シーズンからは伸び悩んだ。ワールドカップでは2本目に進めないこともしばしばで代表から外されることも多かった。1997/98シーズンまではワールドカップで一桁順位に入ったのも2回だけであった。
1998/99シーズンになってその実力を発揮し始めた。ワールドカップで自身初めて表彰台（1999年1月16日、ポーランド、ザコパネで3位）に上がるなど総合11位となる。1999年3月20日のスロベニア、プラニツァでのフライングでは予選で当時世界最長記録となる219.5mを記録した（しかし直後の本戦では29位と沈んでいる）。
1999/2000シーズンは総合13位、2000/01シーズンは総合11位となった。
2003年ノルディックスキー世界選手権で久しぶりに活躍を見せた。ラージヒルで4位になると、団体戦で銅メダル獲得に貢献、ノーマルヒルでは銀メダルを獲得した。
2003/04シーズンにも自己最高タイのワールドカップ総合11位となった。
オリンピックでは2006年のトリノオリンピックで団体戦銅メダルを獲得。
2006年のホルメンコーレン大会でバッケンレコード（136.0m）を記録。
2006/07シーズン終了後現役を引退した。
ノルウェー選手権では優勝1回、2位2回を記録。ワールドカップでは優勝は無く、2位1回3位4回だった。
ロックを趣味としており、ギタリストとしても有名である。父はミュージシャンのダグ・インゲブリクトセン（w:en:Dag Ingebrigtsen）である。